# Châtelaudren
Châtelaudren (tiếng Breton: Kastellaodren, Gallo: Le Chastèu) là một xã của tỉnh Côtes-d’Armor, thuộc vùng Bretagne, tây bắc Pháp.

## Dân số
Người dân ở Châtelaudren được gọi là Châtelaudrinais.